# Presa Miguel Hidalgo y Costilla
La Presa  Miguel Hidalgo y Costilla también conocida como Presa El Máhone, es un embalse artificial construido sobre el cauce del río Fuerte, con el propósito de captación de agua como medio para el control de avenidas y para utilizarla en riego y generación de energía eléctrica.
Se encuentra ubicada en el municipio de El Fuerte, Sinaloa, fue puesta en operaciones el 14 de diciembre de 1956, cuenta con una central hidroeléctrica capaz de generar 60 megawatts de energía eléctrica la cual inició operaciones el 27 de agosto de 1960, su embalse es aproximado a 2,921 millones de metros cúbicos de agua.
La presa Miguel Hidalgo y Costilla es la 2 más grande del estado de Sinaloa y la 11° de México.